# Woodhall Spa
Woodhall Spa ist ein Dorf in der Grafschaft Lincolnshire in England. Es hat (2009) geschätzte 5000 Einwohner und liegt im District East Lindsey etwa 10 km südwestlich von Horncastle und etwa 24 km ostsüdost von Lincoln.

## Mineralquelle
Weltweit einzigartig ist die Mineralquelle von Woodhall Spa. Sie wurde 1821 beim Abteufen eines Schachtes auf der Suche nach Steinkohle in 159 m Tiefe gefunden. Das Wasser der Quelle hat einen sechsmal höheren Gehalt an Iod und Brom als jedes andere bekannte Mineralwasser. Mit gut 5 mg/Liter liegt der Gehalt an Iod um das Hundertfache höher als bei Meerwasser.

## Kurbetrieb und Fremdenverkehr
Einige kranke Kühe, die von dem Wasser der Quelle getrunken hatten, wurden gesund. Dies veranlasste Anwohner der Gegend, das Wasser ebenfalls zu trinken und darin zu baden, um Heilung zu finden. Daraufhin wurde begonnen, einen Kurort (engl. Spa) für Trink- und Badekuren zu errichten, und Woodhall Spa entstand. 1855 wurde eine Eisenbahnanbindung eröffnet. Woodhall Spa bekam Hotels und Sportanlagen und wurde zu einem eleganten viktorianischen Ferienort. Zwei deutsche Fliegerbomben wurden am 7. August 1943 auf Woodhall Spa abgeworfen, von denen eine das Royal Hydro Hotel schwer beschädigte. Von den dort einquartierten Soldaten wurde keiner verletzt, da alle zum Manöver außer Haus waren. Die Nachfrage nach dem Kurangebot ging nach dem Zweiten Weltkrieg zurück, die Bahnverbindung wurde 1971 geschlossen, aber die Kuranlagen wurden noch genutzt, bis 1983 der Brunnenschacht und Teile des Brunnengebäudes einstürzten und der Betrieb eingestellt wurde. Ein Ferienort mit vielen Freizeitangeboten ist Woodhall Spa geblieben.

## Historisches Filmtheater
Das 1922 eröffnete Kinema in the Woods ist das einzige in Großbritannien noch betriebene Kino mit Rückprojektion auf eine durchscheinende Leinwand. Auch eine Kinoorgel der Firma Compton ist dort noch in Gebrauch.

## Persönlichkeiten
- Adrian Tchaikovsky (* 1972), Fantasy- und Science-Fiction-Autor